# 亞洲人權憲章
《亞洲人權憲章》，1998年5月由亞洲民間團體代表於韓國光州發表的民間憲章，為不具國際法約束性的民間願望宣言。亞洲人權憲章表明亚洲非政府组织達成的规范性共识，反映了亚洲民间社会觀點，和政府觀點不同，这些民间觀點批評所謂「亞洲價值」的虛假理論。虽然亞洲人權憲章赞成人权普遍性，它仍然展示了亚洲在框架人权時所使用的特有方式和语言。
相較於其他區域的国际人权文件相比，此区域人权文件在歷史上是較晚通過的。《亚洲人权宪章》主張，亞洲國家的發展政策須以消除貧窮為目標，並對貧窮導致賣淫、利用童工、使人為奴、販賣人體器官、殘害身體以便行乞等行為提出具指引性的規範。因為許多亞洲國家政府對人權的傳統定義的任何擴張存疑，對這些國家政府來說是無法接受此憲章的，然而這無傷於此憲章的價值，在於面對許多亞洲國家政府拒絕對「西方」人權法原則讓步的立場下，以亞洲觀點要求變革。

## 形成背景及價值
區域性的国际人权文件稱区域人权文件，亞洲的区域人权文件在歷史上發展相對於其他區域較晚。
《亚洲人权宪章》是由亞洲各國民間組織自發形成的，其形成背景可追溯至聯合國在1993年3月於曼谷召開人權會議時，由亞洲各國的民間組織於發佈的「我們的聲音－曼谷非政府組織人權宣言」（Our Voices: The Bangkok NGO Declaration on Human Rights）。之後1994年的亞洲人權委員會（縮寫AHRC）的與會各國組織都應用憲章形式，來表達亞洲人民對於亞洲國家人權維護和侵害人權問題之重視。一百多個亞洲非政府組織人權團體，列出所關切的人權議題，由「亞洲人權委員會」組建「亞洲人權憲章」的6人起草委員會，並選定於世界人權宣言通過的第五十週年在韓國光州發表。
《亚洲人权宪章》的價值不在於提供能讓亞洲各國政府能馬上同意的版本，而是在於有效認可更多權利；此憲章有兩功能，第一是再次強調保障基本權利的重要性，包括婦女、小孩及工人的權利，第二是建立了未來認可其他權利的潛在空間，而那些權利是在亞太地區還未尚到普遍承認的。
《亚洲人权宪章》的形成也突顯了部分亞洲政府如印尼及新加坡等等以其詮釋的「亞洲價值」來合理化其剝奪基本權利作為的論證缺點，包括此宪章的越來越多的證據表明應該要要求這些政府不再剝奪基本權利。

## 宪章內容

### 亞洲歷史背景
憲章的第一部分交待了亞洲歷史背景及現時狀況，指出亞洲經歷強權及西方殖民統治壓迫，亞洲人民的人權仍受到嚴重踐踏，很多亞洲政府實行獨裁統治，利用惡法遏制人民自由和權利，這些威權政權還提倡所謂「亞洲價值」的虛假理論，掩蓋其剝奪人權的行為，指出世界各個大洲之中，只剩亞洲還沒建立起一套人權保障的區域機制。

### 保障人權的基本原則
憲章的第二部分列出保障人權的基本原則。人人都應享有人權，人權具有普遍的價值，而各項人權是不可分割的。這些受到普遍認同的權利在《世界人權宣言》、《公民權利和政治權利國際公約》、《經濟、社會及文化權利國際公約》及其他人權公約裏面都有清楚列明，所以不能以文化差異為藉口剝奪個人的天賦人權。人權不可分割，所以不能以保護一權利之名遏抑另一權利。

## 評價
台灣法律學者顏厥安認為，《亞洲人權憲章》為反對亞洲價值論的一份重要亞洲人權文獻，雖強調人權普世性，但也同時有人權實質價值化的明顯傾向。
蘇鈺楠認為，《亞洲人權憲章》有呈現亞洲價值的文化認同的部份，相較於《經濟社會文化權利國際公約》第15條文化人權規定，《亞洲人權憲章》則更強調了「認同」的概念，文化共同經驗賦予了認同感亦具權利的不可分割性，此尤其對於文化飽受威脅的亞洲國家更為緊要。如其第6之1項談到「生命權不但牽涉物質條件，也涵蓋了人生意義豐富所需的精神道德條件。這種意義不只取決於個人，也立基於與他／她／她人共有的生活經驗。亞洲的傳統特別強調共同文化認同的重要性。文化認同協助個人和社區克服經濟和社會變遷的壓力；在鉅烈變動的時代，它們賦生命以意義，是自尊與安全感的泉源。和其它各地一樣，亞洲有許多脆弱的社群，他／她／她們的文化遭受威脅和嘲弄。亞洲人民和政府必須尊重地區內不同社區的文化和傳統。」

## 外部連結
- 亞洲人權憲章 英文全文 （页面存档备份，存于）